# Ringen-bak-och-fram
Ringen-bak-och-fram är en fiktiv fingerring skapad av Angie Sage.

## Kuriosa
Ringen-bak-och-fram är en otroligt kraftfull mörk magisk relik, som bärs på en tumme. Ringen har två utsnidade jadeansikten som enligt myten sägs föreställa två magiker som stred om ringen, men båda dog. Ringen har fått sitt namn genom att den endast kan tas av bak-och-fram, det vill säga att man måste skära av tummen och dra ringen nedåt, från fingertoppen. Ringen kan bara förstöras i drakeld eller en annan typ av magisk eld. Ringen finns med på baksidan av boken Mörkret. Ringen är en mycket vanligt förekommande sak som finns med i nästan alla böcker i Septimus Heap-serien.

### Bärare av ringen-bak-och-fram
- DomDaniel
- Merrin Meredith